# Coup d'État éthiopien de 1928
Le coup d'État éthiopien de 1928 résultat d'une tentative des partisans de l'impératrice Zewditou d'éliminer l'héritier apparent et prince héritier d'Éthiopie, le Ras Tafari Makonnen. Son objectif affiché était d'écarter le régent, sans lequel Zewditou pourrait régner sans partage sur l'Empire éthiopien.
C'est en septembre 1928, à Addis-Abeba, que la faction réactionnaire du palais impérial, qui comprenait certains des courtisans de Zewditou, passa à l'action. 
Confrontés à Tafari et à une petite troupe de soldats qui lui étaient fidèles, les meneurs du coup d'État se réfugièrent dans le mausolée de Menelik II. Tafari et ses hommes les encerclèrent, pour être ensuite eux-mêmes encerclés par la garde personnelle de Zewditou. Cette dernière fut à son tour encerclée par d'autres soldats de Tafari. Les fidèles de Tafari étaient équipés de fusils récemment importés d'Occident, de mitrailleuses, de petites pièces d'artillerie ainsi que d'un char, obsolète mais menaçant. Le char, un Fiat 3000, avait été offert à l'impératrice Zewditou par Louis-Amédée de Savoie, duc des Abruzzes, lors d'une visite officielle quelques années auparavant.
Finalement, du fait de la supériorité technologique de ses partisans, Tafari remporta cette épreuve de force, et le putsch échoua.